# Gärschrank

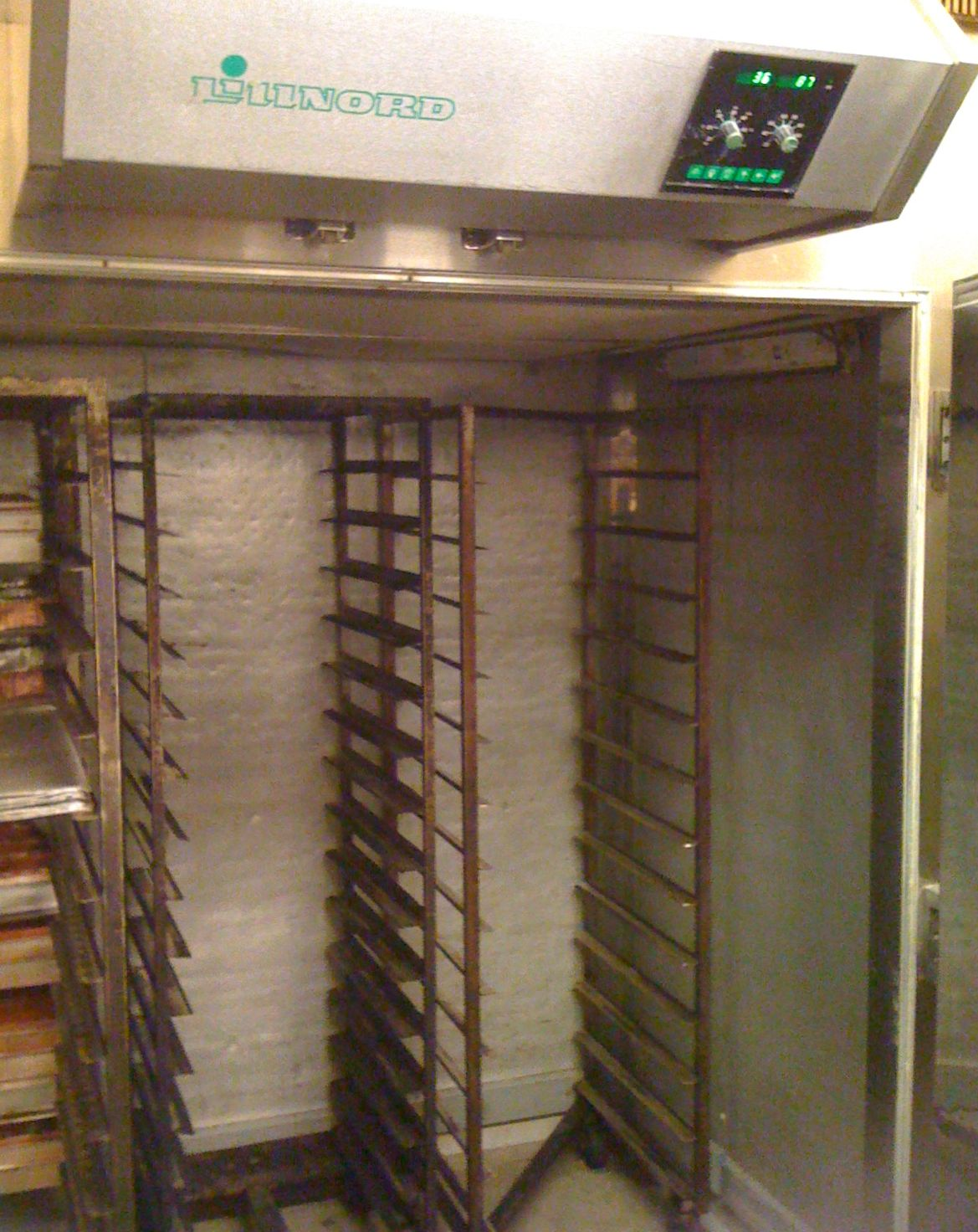
Ein Gärschrank

Ein Gärschrank ist eine Vorrichtung zur gezielten Steuerung des Gärvorganges von Teigen, die mit Hefe oder Sauerteig gelockert werden.
Ein typisches Gärraum-Klima liegt bei etwa 28–37 °C und 68–85 % relativer Luftfeuchte.
Der Gärschrank bietet die Möglichkeit, Temperatur und relative Luftfeuchtigkeit unabhängig voneinander zu regulieren, um ein für den jeweiligen Zweck (z. B. Teigruhe oder Stückgare) optimales Klima zu schaffen.
Ziel einer erhöhten Luftfeuchtigkeit ist es, ein Austrocknen der Teiglinge zu vermeiden.
Gleichzeitig darf die Feuchtigkeit jedoch nicht an der Teigoberfläche kondensieren, da dies zu Krustenfehlern führen würde.
Aus demselben Grund ist je nach Einsatzzweck auch eine unterschiedliche Temperatur notwendig, obwohl Bäckerhefe ein optimales CO2-Bildungsverbögen bei ca. 32 °C hat:
beträgt der Temperaturunterschied zwischen Teigling und Gärschrank über 5 °C, besteht ebenfalls die Gefahr von Kondenswasserbildung auf der Teigoberfläche.
Neben der Hefegärung finden viele weiterer Prozesse im Teig statt, etwa der enzymatische Abbau von Stärke, Proteinen und Fetten oder die Milch- und ggf. Essigsäuregärung in Sauerteigen.
Durch die gezielte Herstellung gleichbleibender Gärbedingungen in einem Gärschrank können gleichbleibende Eigenschaften des fertigen Gebäcks gewährleistet werden, indem das Verhältnis dieser Reaktionen bei unveränderten Rahmenbedingungen gleich bleibt.